# ウルクターブル島

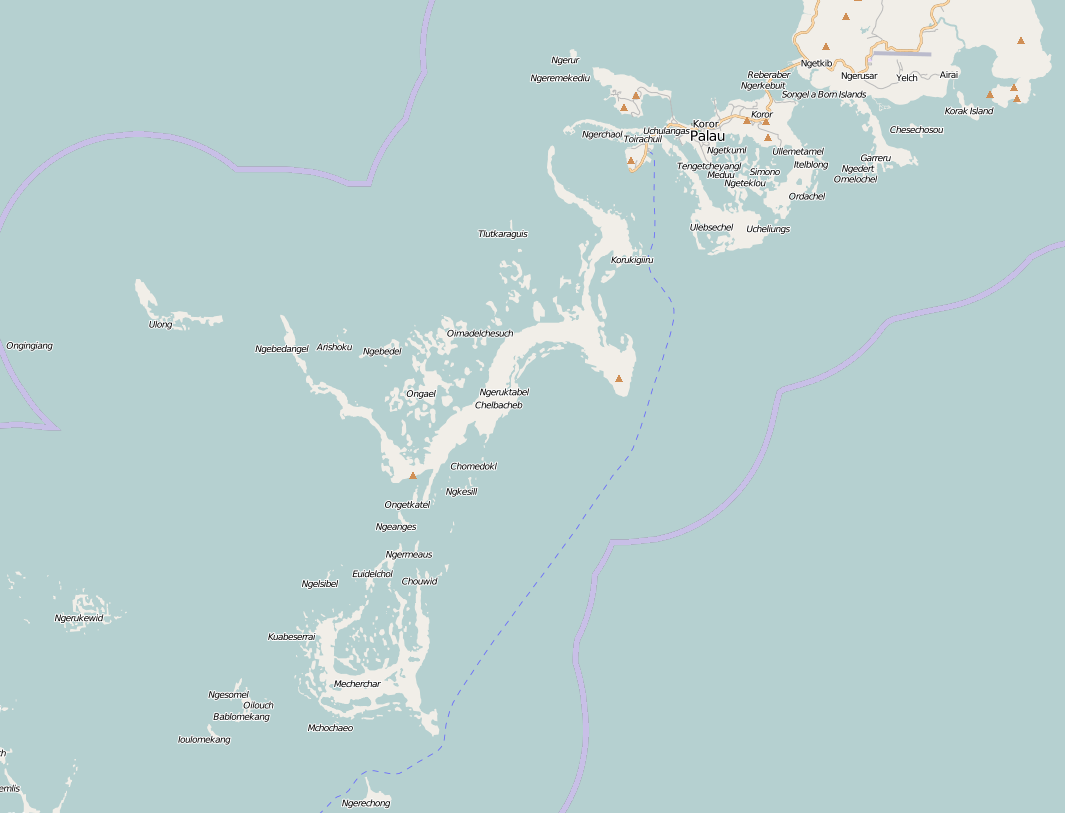
周辺地図

ウルクターブル島（Ngeruktabel）はパラオの島。ロックアイランドの一つでありコロール島・マラカル島の南西およそ4kmに位置し、南にはマカラカル島が、西にはウーロン島が存在する。周辺の島々はウルクターブル諸島と呼ばれる。
コロール州の島で、面積は19.09km2でロックアイランドの中でも最大級であるが、現在は周辺の島々も含めて無人島である。伝承では欧州人の到達以前に5箇所の村落があったとされているが、島内外での戦争や食料の枯渇によって徐々に人口が流出し、無人島になったとされる。
世界遺産のロックアイランド群と南ラグーンに登録された島のひとつであり、ヤップ石貨の切り出し場、岩絵を含む多様な遺跡が残されている。第二次世界大戦時のパラオ諸島の戦いで日本軍が浜を見下ろす高台に防衛陣地を作ったため荒らされている遺構も存在し、一部の石造物は防衛のために利用された。近年、これらの防衛に使われた石造物も別目的で利用されたり、波や木の浸食を受けたりしている。

## 註
1. 1 2 3  ICOMOS 2012, p. 22